# Liste des titres musicaux numéro un en Allemagne en 1963
Cette page liste les titres numéro un dans les meilleures ventes de disques en Allemagne pour l'année 1963 selon Media Control Charts. 
Les classements sont issus des 100 meilleures ventes de singles et des 100 meilleures ventes d'albums. Ils se déroulent du vendredi au jeudi, et sont publiés le mardi par l'industrie musicale allemande.

## Classement des singles
| №  | Date         | Artiste              | Titre                                 |
| -- | ------------ | -------------------- | ------------------------------------- |
| 1  | 5 janvier    | Freddy Quinn         | Junge, komm bald wieder               |
| 2  | 12 janvier   | Freddy Quinn         | Junge, komm bald wieder               |
| 3  | 19 janvier   | Freddy Quinn         | Junge, komm bald wieder               |
| 4  | 26 janvier   | Freddy Quinn         | Junge, komm bald wieder               |
| 5  | 2 février    | Freddy Quinn         | Junge, komm bald wieder               |
| 6  | 9 février    | Freddy Quinn         | Junge, komm bald wieder               |
| 7  | 16 février   | Freddy Quinn         | Junge, komm bald wieder               |
| 8  | 23 février   | Freddy Quinn         | Junge, komm bald wieder               |
| 9  | 2 mars       | Freddy Quinn         | Junge, komm bald wieder               |
| 10 | 9 mars       | Freddy Quinn         | Junge, komm bald wieder               |
| 11 | 16 mars      | Freddy Quinn         | Junge, komm bald wieder               |
| 12 | 23 mars      | Freddy Quinn         | Junge, komm bald wieder               |
| 13 | 30 mars      | Freddy Quinn         | Junge, komm bald wieder               |
| 14 | 6 avril      | Billy Mo (de)        | Ich kauf’ mir lieber einen Tirolerhut |
| 15 | 13 avril     | Billy Mo (de)        | Ich kauf’ mir lieber einen Tirolerhut |
| 16 | 20 avril     | Billy Mo (de)        | Ich kauf’ mir lieber einen Tirolerhut |
| 17 | 27 avril     | Billy Mo (de)        | Ich kauf’ mir lieber einen Tirolerhut |
| 18 | 4 mai        | Tahiti-Tamourés (de) | Wini-Wini                             |
| 19 | 11 mai       | Tahiti-Tamourés (de) | Wini-Wini                             |
| 20 | 18 mai       | Tahiti-Tamourés (de) | Wini-Wini                             |
| 21 | 25 mai       | Tahiti-Tamourés (de) | Wini-Wini                             |
| 22 | 1er juin     | Manuela              | Schuld war nur der Bossa Nova         |
| 23 | 8 juin       | Manuela              | Schuld war nur der Bossa Nova         |
| 24 | 15 juin      | Manuela              | Schuld war nur der Bossa Nova         |
| 25 | 22 juin      | Manuela              | Schuld war nur der Bossa Nova         |
| 26 | 29 juin      | Manuela              | Schuld war nur der Bossa Nova         |
| 27 | 6 juillet    | Connie Francis       | Barcarole in der Nacht                |
| 28 | 13 juillet   | Connie Francis       | Barcarole in der Nacht                |
| 29 | 20 juillet   | Connie Francis       | Barcarole in der Nacht                |
| 30 | 27 juillet   | Connie Francis       | Barcarole in der Nacht                |
| 31 | 3 août       | Gitte                | Ich will 'nen Cowboy als Mann         |
| 32 | 10 août      | Gitte                | Ich will 'nen Cowboy als Mann         |
| 33 | 17 août      | Gitte                | Ich will 'nen Cowboy als Mann         |
| 34 | 24 août      | Gitte                | Ich will 'nen Cowboy als Mann         |
| 35 | 31 août      | Gitte                | Ich will 'nen Cowboy als Mann         |
| 36 | 7 septembre  | Gitte                | Ich will 'nen Cowboy als Mann         |
| 37 | 14 septembre | Gitte                | Ich will 'nen Cowboy als Mann         |
| 38 | 21 septembre | Gitte                | Ich will 'nen Cowboy als Mann         |
| 39 | 28 septembre | Gitte                | Ich will 'nen Cowboy als Mann         |
| 40 | 5 octobre    | Gitte                | Ich will 'nen Cowboy als Mann         |
| 41 | 12 octobre   | Gitte & Rex Gildo    | Vom Stadtpark die Laternen            |
| 42 | 19 octobre   | Gitte & Rex Gildo    | Vom Stadtpark die Laternen            |
| 43 | 26 octobre   | Gitte & Rex Gildo    | Vom Stadtpark die Laternen            |
| 44 | 2 novembre   | Gitte & Rex Gildo    | Vom Stadtpark die Laternen            |
| 45 | 9 novembre   | Gitte & Rex Gildo    | Vom Stadtpark die Laternen            |
| 46 | 16 novembre  | Gitte & Rex Gildo    | Vom Stadtpark die Laternen            |
| 47 | 23 novembre  | Gitte & Rex Gildo    | Vom Stadtpark die Laternen            |
| 48 | 30 novembre  | Gitte & Rex Gildo    | Vom Stadtpark die Laternen            |
| 49 | 7 décembre   | Cliff Richard        | Rote Lippen soll man küssen           |
| 50 | 14 décembre  | Cliff Richard        | Rote Lippen soll man küssen           |
| 51 | 21 décembre  | Cliff Richard        | Rote Lippen soll man küssen           |
| 52 | 28 décembre  | Cliff Richard        | Rote Lippen soll man küssen           |

## Classement des albums
| №  | Date         | Artiste                            | Titre                                     |
| -- | ------------ | ---------------------------------- | ----------------------------------------- |
| 1  | 5 janvier    | Karin Hübner, Paul Hubschmid, etc. | Bande originale allemande de My Fair Lady |
| 2  | 12 janvier   | Karin Hübner, Paul Hubschmid, etc. | Bande originale allemande de My Fair Lady |
| 3  | 19 janvier   | Karin Hübner, Paul Hubschmid, etc. | Bande originale allemande de My Fair Lady |
| 4  | 26 janvier   | Karin Hübner, Paul Hubschmid, etc. | Bande originale allemande de My Fair Lady |
| 5  | 2 février    | Karin Hübner, Paul Hubschmid, etc. | Bande originale allemande de My Fair Lady |
| 6  | 9 février    | Karin Hübner, Paul Hubschmid, etc. | Bande originale allemande de My Fair Lady |
| 7  | 16 février   | Karin Hübner, Paul Hubschmid, etc. | Bande originale allemande de My Fair Lady |
| 8  | 23 février   | Karin Hübner, Paul Hubschmid, etc. | Bande originale allemande de My Fair Lady |
| 9  | 2 mars       | Karin Hübner, Paul Hubschmid, etc. | Bande originale allemande de My Fair Lady |
| 10 | 9 mars       | Karin Hübner, Paul Hubschmid, etc. | Bande originale allemande de My Fair Lady |
| 11 | 16 mars      | Karin Hübner, Paul Hubschmid, etc. | Bande originale allemande de My Fair Lady |
| 12 | 23 mars      | Karin Hübner, Paul Hubschmid, etc. | Bande originale allemande de My Fair Lady |
| 13 | 30 mars      | Karin Hübner, Paul Hubschmid, etc. | Bande originale allemande de My Fair Lady |
| 14 | 6 avril      | Karin Hübner, Paul Hubschmid, etc. | Bande originale allemande de My Fair Lady |
| 15 | 13 avril     | Karin Hübner, Paul Hubschmid, etc. | Bande originale allemande de My Fair Lady |
| 16 | 20 avril     | Karin Hübner, Paul Hubschmid, etc. | Bande originale allemande de My Fair Lady |
| 17 | 27 avril     | Karin Hübner, Paul Hubschmid, etc. | Bande originale allemande de My Fair Lady |
| 18 | 4 mai        | Karin Hübner, Paul Hubschmid, etc. | Bande originale allemande de My Fair Lady |
| 19 | 11 mai       | Karin Hübner, Paul Hubschmid, etc. | Bande originale allemande de My Fair Lady |
| 20 | 18 mai       | Karin Hübner, Paul Hubschmid, etc. | Bande originale allemande de My Fair Lady |
| 21 | 25 mai       | Karin Hübner, Paul Hubschmid, etc. | Bande originale allemande de My Fair Lady |
| 22 | 1er juin     | Karin Hübner, Paul Hubschmid, etc. | Bande originale allemande de My Fair Lady |
| 23 | 8 juin       | Karin Hübner, Paul Hubschmid, etc. | Bande originale allemande de My Fair Lady |
| 24 | 15 juin      | Karin Hübner, Paul Hubschmid, etc. | Bande originale allemande de My Fair Lady |
| 25 | 22 juin      | Karin Hübner, Paul Hubschmid, etc. | Bande originale allemande de My Fair Lady |
| 26 | 29 juin      | Karin Hübner, Paul Hubschmid, etc. | Bande originale allemande de My Fair Lady |
| 27 | 6 juillet    | Karin Hübner, Paul Hubschmid, etc. | Bande originale allemande de My Fair Lady |
| 28 | 13 juillet   | Karin Hübner, Paul Hubschmid, etc. | Bande originale allemande de My Fair Lady |
| 29 | 20 juillet   | Karin Hübner, Paul Hubschmid, etc. | Bande originale allemande de My Fair Lady |
| 30 | 27 juillet   | Karin Hübner, Paul Hubschmid, etc. | Bande originale allemande de My Fair Lady |
| 31 | 3 août       | Karin Hübner, Paul Hubschmid, etc. | Bande originale allemande de My Fair Lady |
| 32 | 10 août      | Karin Hübner, Paul Hubschmid, etc. | Bande originale allemande de My Fair Lady |
| 33 | 17 août      | Karin Hübner, Paul Hubschmid, etc. | Bande originale allemande de My Fair Lady |
| 34 | 24 août      | Karin Hübner, Paul Hubschmid, etc. | Bande originale allemande de My Fair Lady |
| 35 | 31 août      | Julie Andrews, Rex Harrison, etc.  | Bande originale de My Fair Lady           |
| 36 | 7 septembre  | Julie Andrews, Rex Harrison, etc.  | Bande originale de My Fair Lady           |
| 37 | 14 septembre | Julie Andrews, Rex Harrison, etc.  | Bande originale de My Fair Lady           |
| 38 | 21 septembre | Julie Andrews, Rex Harrison, etc.  | Bande originale de My Fair Lady           |
| 39 | 28 septembre | Julie Andrews, Rex Harrison, etc.  | Bande originale de My Fair Lady           |
| 40 | 5 octobre    | Karin Hübner, Paul Hubschmid, etc. | Bande originale allemande de My Fair Lady |
| 41 | 12 octobre   | Karin Hübner, Paul Hubschmid, etc. | Bande originale allemande de My Fair Lady |
| 42 | 19 octobre   | Karin Hübner, Paul Hubschmid, etc. | Bande originale allemande de My Fair Lady |
| 43 | 26 octobre   | Karin Hübner, Paul Hubschmid, etc. | Bande originale allemande de My Fair Lady |
| 44 | 2 novembre   | Karin Hübner, Paul Hubschmid, etc. | Bande originale allemande de My Fair Lady |
| 45 | 9 novembre   | Karin Hübner, Paul Hubschmid, etc. | Bande originale allemande de My Fair Lady |
| 46 | 16 novembre  | Karin Hübner, Paul Hubschmid, etc. | Bande originale allemande de My Fair Lady |
| 47 | 23 novembre  | Karin Hübner, Paul Hubschmid, etc. | Bande originale allemande de My Fair Lady |
| 48 | 30 novembre  | Jürgen von Manger (de)             | Stehgreifgeschichten                      |
| 49 | 7 décembre   | Jürgen von Manger (de)             | Stehgreifgeschichten                      |
| 50 | 14 décembre  | Jürgen von Manger (de)             | Stehgreifgeschichten                      |
| 51 | 21 décembre  | Jürgen von Manger (de)             | Stehgreifgeschichten                      |
| 52 | 28 décembre  | Jürgen von Manger (de)             | Stehgreifgeschichten                      |